# Isländische Fußballmeisterschaft 1927
Die isländische Fußballmeisterschaft 1927 war die 16. Spielzeit der höchsten isländischen Fußballliga.
Der Titel ging zum insgesamt vierten Mal an den Titelverteidiger KR Reykjavík.

## Abschlusstabelle
| Pl. | Verein             | Sp. | S | U | N | Tore    | Quote | Punkte |
| --- | ------------------ | --- | - | - | - | ------- | ----- | ------ |
| 1.  | KR Reykjavík (M)   | 3   | 3 | 0 | 0 | 012:200 | 6,00  | 06:0   |
| 2.  | Valur Reykjavík    | 3   | 2 | 0 | 1 | 005:300 | 1,67  | 04:20  |
| 3.  | Víkingur Reykjavík | 3   | 1 | 0 | 2 | 004:600 | 0,67  | 02:40  |
| 4.  | Fram Reykjavík     | 3   | 0 | 0 | 3 | 000:100 | 0,00  | 0:60   |

| (M) | amtierender isländischer Meister |

### Kreuztabelle
Die Kreuztabelle stellt die Ergebnisse aller Spiele dieser Saison dar. Die Heimmannschaft ist in der ersten Spalte aufgelistet, die Gastmannschaft in der obersten Reihe. Die Ergebnisse sind immer aus Sicht der Heimmannschaft angegeben.
| 1927               | Fram Reykjavík | KR Reykjavík |     | Víkingur Reykjavík |
| Fram Reykjavík     |                | 0:6          | 0:3 | 0:1                |
| KR Reykjavík       | –              |              | 2:0 | 4:2                |
| Valur Reykjavík    | –              | –            |     | 2:1                |
| Víkingur Reykjavík | –              | –            | –   |                    |